# Andre Williamson
Pour les articles homonymes, voir Williamson.
Andre Williamson, né le 13 octobre 1989 à Dayton dans l'Ohio, est un joueur américain de basket-ball.

## Biographie
Le 26 septembre 2016, il signe au Aix Maurienne Savoie Basket.